# Zweden op de Olympische Zomerspelen 1896
Eén sporter uit Zweden nam deel aan de Olympische Zomerspelen 1896 in Athene, Griekenland.
Henrik Sjöberg nam deel aan atletiek en turnen, waarbij hij zich op vijf onderdelen inschreef. In het hoogspringen was Sjöberg het meest succesvol. Hij eindigde op de vierde plaats met 1,60 meter. In de 100 meter werd hij 4e of 5e in zijn heat en was daardoor niet bij de eerste twee die doorgingen naar de finale. In het verspringen eindigde hij tussen de 5e en 9e plaats met een afstand van minder dan 5,74 meter. Met de discus haalde hij met een afstand van minder dan 25,20 meter een vergelijkbare plaats.
Zweden was samen met Italië, Chili en Bulgarije (alle drie ook met één deelnemer) een van de landen die geen medaille wisten te winnen tijdens deze Spelen.

## Deelnemers en resultaten
(m) = mannen
| Sport    | Olympiër       | Discipline       | Resultaat | Prestatie                         |
| -------- | -------------- | ---------------- | --------- | --------------------------------- |
| Atletiek | Henrik Sjöberg | 100 m (m)        | series    | serie 3: 4e of 5e (tijd onbekend) |
| Atletiek | Henrik Sjöberg | hoogspringen (m) | 4e        | 1,60 m                            |
| Atletiek | Henrik Sjöberg | verspringen (m)  | 5-9e      | afstand onbekend                  |
| Atletiek | Henrik Sjöberg | discuswerpen (m) | 5-9e      | afstand onbekend                  |
| Turnen   | Henrik Sjöberg | paardsprong (m)  | -         | niet bij eerste drie              |

Australië · Bulgarije · Chili · Denemarken · Duitsland · Frankrijk · Griekenland · Groot-Brittannië · Hongarije · Italië · Oostenrijk · Verenigde Staten · Zweden · Zwitserland · Gemengde teams